# Ojo de Agua Zapote
Ojo de Agua Zapote är en ort i Mexiko.   Den ligger i kommunen Ocosingo och delstaten Chiapas, i den sydöstra delen av landet, 900 km öster om huvudstaden Mexico City. Ojo de Agua Zapote ligger 170 meter över havet och antalet invånare är 121.
Terrängen runt Ojo de Agua Zapote är huvudsakligen kuperad, men åt nordost är den platt. Runt Ojo de Agua Zapote är det glesbefolkat, med 16 invånare per kvadratkilometer. Närmaste större samhälle är Nueva Palestina, 18,9 km sydväst om Ojo de Agua Zapote. I omgivningarna runt Ojo de Agua Zapote växer i huvudsak städsegrön lövskog.